# Jello Me
Jello Me er en dansk eksperimentalfilm fra 1997 instrueret af Charlotte Schmidt.

## Handling
Charlotte Schmidt har eksperimenteret med en række forskellige medier og udtryksformer. Med denne film har hun taget udgangspunkt i en opblæselig gummiskulptur, der bogstaveligt talt integrerer kunstneren i værket. Filmen er klippet som et billeddigt, hvor krop, rum, farve og musik går op i en højere enhed.